# Josef Pongratz
Josef Pongratz (21. února 1863 Eibiswald – 26. listopadu 1931 Štýrský Hradec) byl rakouský sociálně demokratický politik, na počátku 20. století poslanec Říšské rady, v meziválečném období poslanec rakouské Národní rady, později člen Spolkové rady.

## Biografie
Pocházel z dělnické rodiny. Vychodil národní školu a absolvoval odbornou školu v Štýrském Hradci. Vyučil se stolařem. Po vyučení roku 1879 odešel na vandr. Vstoupil do spolku stolařů a angažoval se v Sociálně demokratické straně Rakouska. Díky jeho aktivitám získali sociální demokraté v roce 1888 kontrolu nad nově zřízenou okresní nemocniční pokladnou v Štýrském Hradci. V roce 1891 se stal jejím tajemníkem a v letech 1910–1925 byl jejím ředitelem. V roce 1890 spoluzakládal regionální dělnický list Arbeiterwille. Od roku 1900 do roku 1913 a opět v letech 1918–1924 zasedal v obecní radě v Štýrském Hradci.
Na počátku 20. století se zapojil i do celostátní politiky. Ve volbách do Říšské rady roku 1907, konaných poprvé podle všeobecného a rovného volebního práva, získal mandát v Říšské radě (celostátní zákonodárný sbor) za obvod Štýrsko 3. Usedl do poslanecké frakce Klub německých sociálních demokratů. Mandát obhájil za týž obvod i ve volbách do Říšské rady roku 1911. Ve vídeňském parlamentu setrval až do zániku monarchie.Profesně byl k roku 1911 uváděn jako soukromý úředník.
Po válce zasedal v letech 1918–1919 jako poslanec Provizorního národního shromáždění Německého Rakouska (Provisorische Nationalversammlung), následně od 1. prosince 1920 do 20. listopadu 1923 byl členem Spolkové rady (horní komora rakouského parlamentu).
V letech 1918–1930 byl náměstkem štýrského zemského hejtmana. Zaměřoval se na sociální problematiku. Zasadil se o převedení několika plicních léčeben a dětských ozdravoven pod zemskou správu. V roce 1931 mu Štýrský Hradec udělil čestné občanství.